# يونغ بافالوز
نادي يونغ بافالوز (بالإنجليزية: Young Buffaloes Football Club)‏ هو نادي كرة قدم إسواتيني مقره في مبابان. يعتبر واحداً من الأندية الرياضية الرئيسية في البلاد.

## إنجازات
- الدوري الإسواتيني الممتاز : 2

2010 ، 2020
- كأس سوازي : 3

2017 ، 2018 ، 2019
- كأس سوازي الخيرية : 0

الوصيف 2001 ، 2012 ، 2013

## الأداء في مسابقات الاتحاد الأفريقيي
- دوري أبطال أفريقيا : ظهور واحد

2011 - الجولة الأولى